# Voronciîn, Rojîșce
Voronciîn (în ucraineană Ворончин) este localitatea de reședință a comunei Voronciîn din raionul Rojîșce, regiunea Volînia, Ucraina.

## Demografie
Componența lingvistică a localității Voronciîn
     Ucraineană (99,47%)
     Alte limbi (0,53%)
Conform recensământului din 2001, majoritatea populației localității Voronciîn era vorbitoare de ucraineană (99,47%), existând în minoritate și vorbitori de alte limbi.